# José Luis Ábalos Meco
Josep Lluís Ábalos Meco (Torrent, 9 de desembre de 1959) és un polític i mestre de primària valencià, militant del Partit Socialista del País Valencià (PSPV), diputat socialista al Congrés dels Diputats des de 2009, i des de 2024 del grup Mixt en abandonar el grup socialista esquitxat pel cas Koldo de corrupció. Va ser ministre de Transports, Mobilitat i Agenda Urbana des de 2018 fins al 2021.

## Biografia
Resident a València, Ábalos milità primer al Partit Comunista del País Valencià (PCPV) des de 1978 fins que el 1981 s'afilia al PSPV-PSOE. Ha estat regidor a l'Ajuntament de València de 1999 a 2007, agrupació local del partit que dirigí des de diversos càrrecs: el de secretari general de l'agrupació socialista València-Nord (1988-1995) i el de secretari general de tota l'agrupació en guanyar els congressos de 1995 davant Vicent Soler i Vicent Garcés, i el de 1997 davant Javier Paniagua.
Diplomat en magisteri, José Luis Ábalos ha col·laborat en nombroses ONG i agències de desenvolupament internacional. No debades fou director del Programa de Cooperació i Solidaritat Nord-Sud de la Generalitat Valenciana (1989-1992) i president de l'ONG Fialdelso.
José Luis Ábalos també ha presentat candidatura a congressos nacionals del PSPV per a ser secretari general: el 2001 davant Joan Ignasi Pla, que finalment l'integrà a la seua executiva com a vice-secretari general, i el 2008, tot i que aquesta vegada es retirà per a donar suport al candidat finalment guanyador, Jorge Alarte, que també li reservà el càrrec de secretari executiu de Medi Ambient. José Luis Ábalos també forma part del Comité Federal del PSOE des del 1997.
A l'administració pública, a més de regidor, Ábalos ha sigut cap del gabinet del delegat del govern a la Comunitat Valenciana Eugenio Burriel entre el 1983 i 1988, cap del gabinet del conseller de Treball de la Generalitat Valenciana Miguel Doménech entre el 1988 i el 1991, diputat provincial de València (2003-2007) i diputat al Congrés dels Diputats per la circumscripció electoral de València, després que Inmaculada Rodríguez-Piñero deixara l'escó el 2009. El revalidà a les eleccions generals de 2011.
El 2012 fou nomenat secretari general del PSPV a la província de València, després de guanyar per 40 vots al seu contrincant al congrés socialista Toni Gaspar, i va ser rellevat el 2017 per Mercedes Caballero Hueso. Durant les lluites internes al partit socialista que van seguir la derrota de les eleccions generals de 2016, va donar suport a Pedro Sánchez, que finalment s'imposà a Patxi López i Susana Díaz el 21 de maig de 2017.
Després de la moció de censura contra Mariano Rajoy de 2018, per la qual Pedro Sánchez esdevingué president del govern espanyol, José Luis Ábalos acceptà exercir el càrrec de ministre de Foment, fins que va ser rellevat per l'alcaldessa de Gavà Raquel Sánchez Jiménez en 12 de juliol de 2021. Durant el seu mandat es va finalitzar el procés de liberalització del transport ferroviari a Espanya.

### Acusacions de corrupció
El 2024 va renunciar al càrrec de president de la Comissió d'Interior del Congres dels Diputats i va sortir del grup parlamentari socialista del congrés, i ingressar al grup Mixt quan va ser acusat d'intermediar per fer decaure una reclamació del govern de les Illes Balears a una empresa que va servir material mèdic incorrecte durant la pandèmia de COVID-19. El PSOE li va obrir un expedient disciplinari, i el va suspendre cautelarment de militància.
En juny de 2025 va aparèixer a la llum pública un informe de la Unitat Central Operativa de la Guàrdia Civil en què es dibuixa tot un entramat de corrupció a partir d'adjudicacions a dit d'obres públiques que centralitzaven Santos Cerdán, José Luis Ábalos i Koldo García, provocant la dimissió de Santos Cerdán com a secretari d'Organització.